# Atletic Fieni
Atletic Fieni este o echipă de fotbal din orașul dâmbovițean Fieni, ce evoluează curent în liga Liga a IV-a Dâmbovița din România.

## Istoric
Fotbalul a fost adus la Fieni încă din 1929 de către un grup de entuziaști, format din tineri funcționari și copii ai proprietarilor fabricii de ciment care jucau pe poiana fermei comunale, numită "POIANA TAMASLIC". Aici ei pun temelia primei echipe de fotbal, botezată încă de la început "Cimentul Fieni" a cărei denumire se menține până în anul 2005.
Înființarea asociației sportive "CIMENTUL FIENI" are loc la 20 septembrie 1949.
- 1952- Promovarea din campionatul național Pucioasa în campionatul regiunii Ploiești. Antrenor: Dumitru Nicolae II.
- 1953- Retrogradarea din regiune.
- 1954- Revenirea în campionatul regional Ploiesti unde a activat permanent până în 1968 când Fieni a devenit oraș și va aparține județului Dâmbovița. Antrenor: Ion Diaconescu.
- 1957- La FIENI se construiește de către Fabrica de ciment un frumos și modern Complex sportiv.
- 1968-1969 - Echipa " Cimentul" Fieni fuzionează cu "Electrica" Fieni care juca în Divizia C (curent, Liga a III-a) alcătuind echipa "Viitorul" Fieni. Antrenor: Udroiu Ion.
- 1969- Reînființarea echipei Cimentul Fieni și a secției de fotbal cât și reafilierea ei la FRF. Acum se stabilesc și culorile echipei: alb-albastru.
- 1973- Cimentul Fieni promovează în Divizia C (liga a III-a), unde va activa neîntrerupt timp de 25 de ani. Antrenor: Gheorghe Lăzărescu (Hoțu); Președintele asociației de fotbal: Ion Teodoroiu (Neluța).
- 1976- Antrenor: Ionel Popescu. Au urmat: Cornel Toaca, Radu Matei, Podina Mitus, Florea Voinea, Vasile Suciu.

Data de 25 iunie 1977 - Construirea actualului complex sportiv, al doilea pentru această localitate, după ce primul lăsase loc extinderii fabricii de ciment cu colosul de 3000 t/zi. Acest complex sportiv este considerat de ziarul "Sportul" drept "perlă a cutezanței și hărniciei oamenilor". Acestea aveau în componență un teren de fotbal, tribune din beton cu o capacitate aproximativă de 5000 de locuri, bazin de înot cu dimensiuni olimpice, teren de tenis, teren de volei, pista de elan și gropi cu nisip pentru sărituri în lungime și înălțime, pista de alergare cu șase culoare, instalație de nocturnă, etc.
- 1977- Președinte al secției de fotbal este numit Ing. Florin Apostol.

REGAL FOTBALISTIC PE NOUA ARENĂ:
- 21 mai 1979- Meci "old-boys" între selecționatele Fieni și București

Arbitru Dumitru Isăcescu - arbitru internațional FIFA la acea vreme.
- 21 august 1979- CIMENTUL FIENI - DINAMO BUCURESTI

Antrenor la Dinamo: "mexicanul" Angelo Niculescu. Printre jucători: marele Cornel Dinu.
- Toamna anului 1979- CIMENTUL FIENI - SPORTUL STUDENTESC cu Mircea Sandu și Aurica Munteanu.
- Primăvara anului 1980- CIMENTUL FIENI - F.C. ARGES care-l avea antrenor pe fostul jucător cimentist Sandu Constantinescu.
- Vara anului 1981 - CIMENTUL FIENI - Universitatea Craiova " Campioana unei mari iubiri" a intrat în teren cu legende ale fotbalului românesc, precum: Oblemenco, Balaci, Nicolae Negrila, Mircea Irimescu sau Silviu Lung.
- În fiecare sezon, în anii de după inaugurarea noului stadion CIMENTUL FIENI a jucat cu CS TARGOVISTE, chiar și atunci când la CS evolua Nicolae Dobrin.
- 1981- La conducerea secției de fotbal este numit tânărul inginer Anton Rădulescu. Renaște ambiția promovării în Divizia B. (liga a II-a)
- 1983- Domnul inginer Anton Rădulescu e numit președintele Asociației Sportive Cimentul Fieni, iar ec. Dinulescu Marian preia președinția Secției de fotbal.
- 1992- Descinde la FIENI omul de fotbal Șerban Necșulescu. Se constituie Asociația Sportivă " Cimentul" Fieni, ca societate nonprofit cu personalitate juridică cu următoarea conducere:
- Anton Rădulescu- Director General al S.C. Romcif S.A., președinte de onoare;
- Șerban Necșulescu - președinte executiv;
- Mihai Diaconescu - secretar.

Rezultatele s-au văzut în anii ce au urmat:
- 1992 - 1993 - locul 4 - antrenor Silviu Dumitrescu
- 1993 - 1994 - locul 5 - antrenor Silviu Dumitrescu
- 1994 - 1995 - locul 5 - antrenor Marin Olteanu
- 1995 - 1996 - locul 5 - antrenor Nicolae Proca
- 1996 - 1997 - locul 2 - antrenor Viorel Turcu
- 1997 - 1998 - locul 1- Performanța din producție se repercutează acum și în fotbal.

La data de 23 mai 1998 echipa orașului Fieni reușește mult dorita promovare în eșalonul secund al țării (divizia B - liga a II-a)

Debut triumfal în divizia B: Primul an în această ligă (1998-1999) este încheiat de fienezi pe locul 3.

## Șaisprezecimi  Cupa României 2001-2002
| Data | Echipă gazdă   |   | Echipă oaspete        | Rezultat   |
| ---- | -------------- | - | --------------------- | ---------- |
|      | Cimentul Fieni | – | Universitatea Craiova | 4:3 (pen.) |

## Momentul cheie
În sezonul 2001-2002, după un an dificil și o competiție echilibrată, Cimentul Fieni retrogradează, însă își va păstra locul în eșalonul second cumpărând locul celor de la Metrom Brașov.
Fienezii se vor bate în următorul sezon pentru promovarea în Liga I. 
Vor termina competiția pe locul 2. Tragerea la sorți pentru barajul de promovare nu a fost de partea lor, urmând să întâlnească Sportul Studențesc, echipa la care evoluau Ionuț Mazilu, Laurențiu Diniță, Tiberiu Bălan, Costin Lazăr, George Galamaz sau Gigel Bucur jucători de certă valoare încă de pe atunci. Antrenorul Sportului era Ioan Andone. Rezultatul final : Cimentul Fieni – Sportul Studentesc 0-3 (au înscris Bălan ’37, Mazilu ’39, Diniță ’90, într-un meci arbitrat de ieșeanul Anton Heleșteanu).
Sezonul următor Cimentul Fieni se prezintă cu o echipă modestă, "ușurată" de majoritatea jucătorilor valoroși. Chiar și în aceste condiții, Fieniul face o figură frumoasă și câteva meciuri de excepție.
După această experiență echipa se desființează din cauza problemelor financiare.
În 2005 se reînființează echipa orașului Fieni, sub numele de C.S. Atletic Fieni, având în componență jucători autohtoni precum : (6) Voica Daniel, (16) Marius Cernea, (15) Dumitrescu Georgian, (10) Florinica Cernea, (7) Badea Robert, (8) Stăncescu Ciprian, (11) Leotescu Alin, 	(9) Iosif Florin, (14) Nicolae Banu (2), Albulescu, (12) Chivereanu sau (5) Răzvan Vișan.
În sezonul 2010-2011, echipa câștigă la pas campionatul județean devansând Gloria Cornești, Petrolul Târgoviște sau Pas Pucioasa. Cu doar 2 egaluri și o singură înfrângere în 34 de etape, echipa reușește să marcheze 127 de goluri și să primească numai 32.
Meciul de baraj pentru promovarea în liga a III-a a avut loc marți, 14 iunie 2011, la Mioveni, pe stadionul Dacia. Echipa componentă a Fieniului:
ATLETIC FIENI: Sfârlează, Cernea, M. Cernea, Dumitrescu, Fl. Iosif, Banu, Badea, Voica, Fl. Cernea, Leotescu, Stăncescu. Rezerve: Chivăreanu, Florescu, Săvulescu, Tudorache, B Nicolae, Albulescu, Blas. Antrenor: Florin Tudose (alias Guardiola).
După 120 de minute scorul a fost 0-0, urmând ca la loviturile de departajare, fienezii să câștige cu 4-2 și să revină în liga a III-a.